# Hôtel Sacher
Pour les articles homonymes, voir Sacher.
L'hôtel Sacher est un palace viennois situé dans l'Innere Stadt, à proximité de l'opéra d'État. Il est connu pour sa spécialité gastronomique, la Sachertorte. Comptant parmi les lieux mythiques de l'hôtellerie de luxe, il est membre du consortium The Leading Hotels of the World.

## Histoire

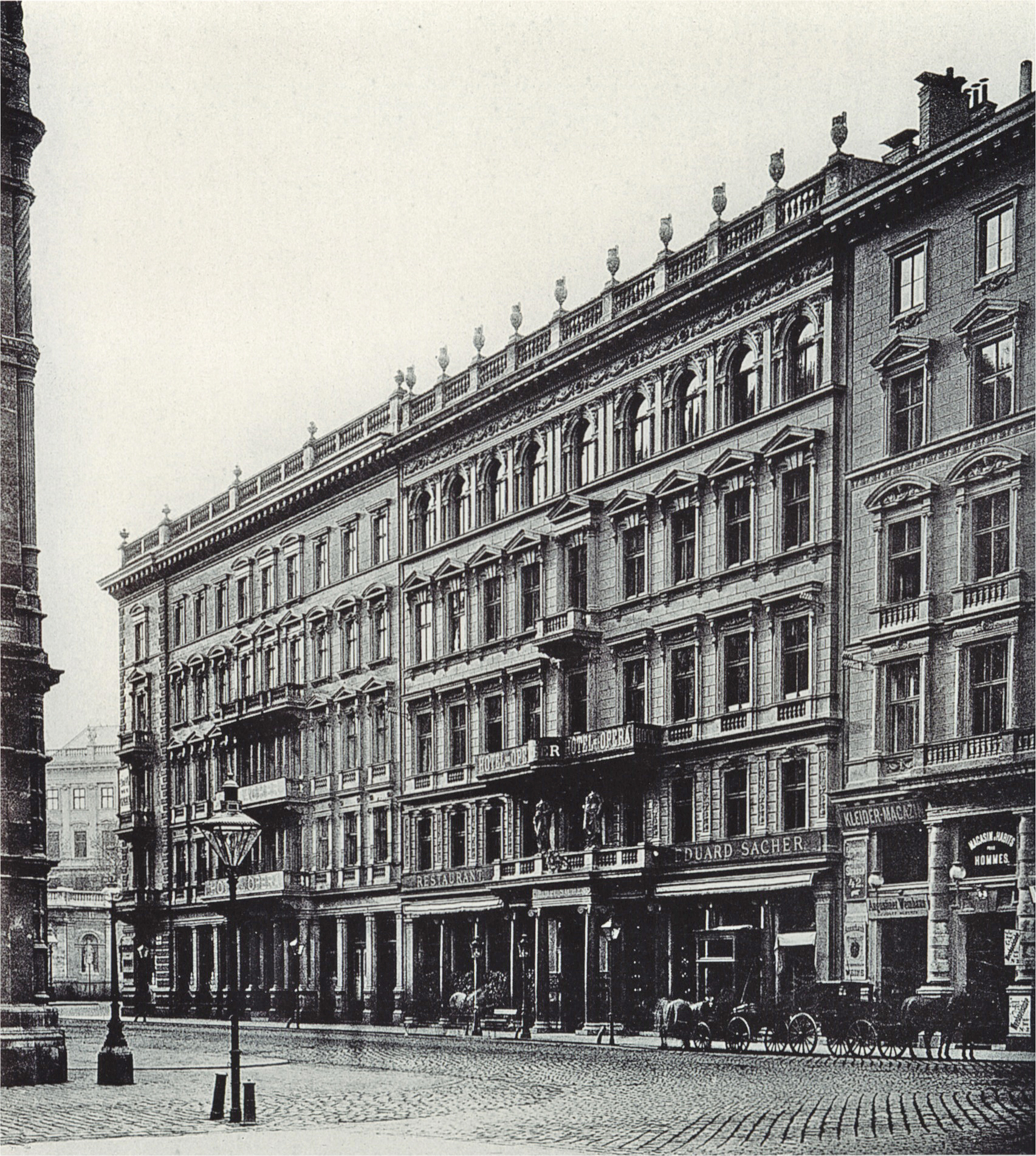
L'hôtel Sacher vers 1890.

Construit à l'emplacement de l'ancien Theater am Kärntnertor, à proximité de l'endroit où vécut deux siècles auparavant le compositeur italien Antonio Vivaldi qui, fuyant Venise, s'établit dans la capitale habsbourgeoise, l'hôtel est fondé en 1876 par le restaurateur Eduard Sacher, appartenant à une famille de pâtissiers, d'abord comme simple maison meublée, appelée Hôtel de l’Opéra. Son père, Franz Sacher, inventeur de la Sachertorte, s'était déjà fait un nom à Vienne. L'établissement devient très vite l'Hotel Sacher. 
En 1880, Eduard Sacher se marie à Anna Fuchs, la fille d'un boucher, âgée de 21 ans. Lorsque sa santé devient défaillante, sa jeune épouse prend en main les affaires. Après sa mort en 1892, Anna Sacher hérite de l'entreprise et en fait l'un des hôtels les plus raffinés du monde, rendez-vous de l'aristocratie, des diplomates et de l'élite artistique et intellectuelle de l'Autriche-Hongrie et de toute l'Europe de la fin de siècle. Connue pour sa direction rigoureuse, cette femme émancipée cultive une passion pour les cigares et les bouledogues français. Comme son mari, elle porte le titre de fournisseur de la Cour impériale et royale. Le restaurant de l'hôtel Sacher, à côté de l'opéra d'État, est un lieu de rencontre de hauts responsables des milieux politique et des affaires, qui apprécient les chambres séparées, lieux propices pour les entretiens confidentiels.
Au cours de la période qui suit la Première Guerre mondiale, l'hôtel connaît une désaffection. À la suite de la mort d'Anna Sacher en 1930, il fait faillite.
Il a depuis été réaménagé et agrandi et est la propriété d'Elisabeth Gürtler (en).

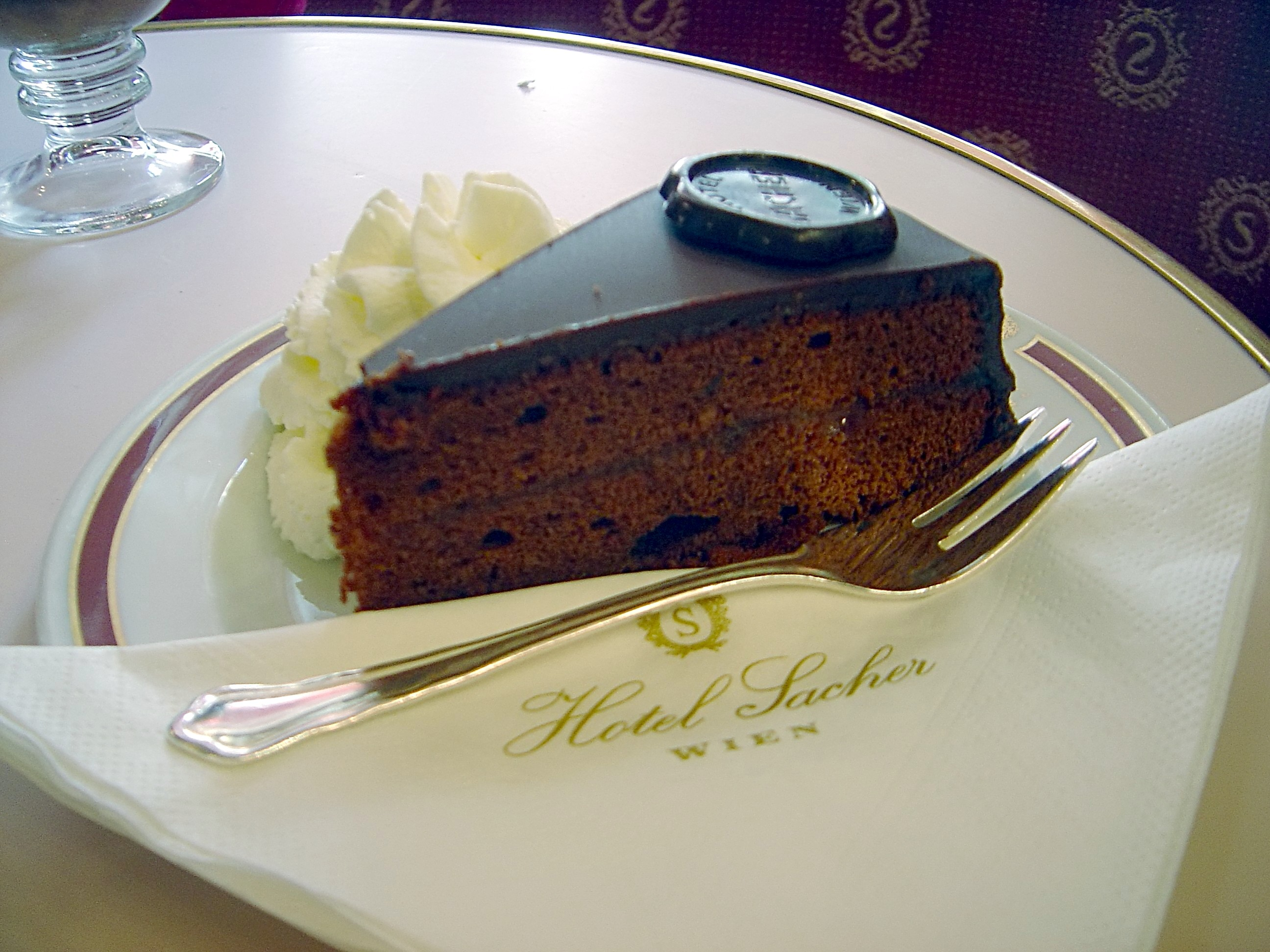
La Sachertorte, spécialité de l'hôtel Sacher.

La spécialité des cuisines de l'hôtel est la Sachertorte, inventée par le père d'Eduard, Franz Sacher, alors pâtissier du prince de Metternich. Ce gâteau au chocolat est aujourd'hui considéré comme l'un des plats emblématiques de la cuisine autrichienne, au point qu'il est cité dans de nombreuses œuvres littéraires de renom international, notamment celles de Stefan Zweig, Jack Kerouac, Gérard de Villiers ou encore Marjane Satrapi. Stefan Zweig, en particulier, était un grand habitué du Café Sacher et en parle dans plusieurs de ses œuvres avec un souvenir parfois ému. Il mentionne par exemple la Sachertorte au début de La Pitié dangereuse : « … äußerte bloß ein recht uninteressiertes »Nein« und zerlegte weiter meine Sachertorte ».
Le Café Sacher est, avec le café de la Hofzuckerbäckerei Demel et le Café Sperl, l'un des trois principaux cafés traditionnels viennois dans lesquels la population locale aime se rendre afin de déguster une pâtisserie tout en lisant des revues d'art et de culture ou des journaux internationaux. Aujourd'hui, l'hôtel dispose de points de vente de ses pâtisseries à Salzbourg, Linz, Graz, Innsbruck, Bregenz, Prague, Carlsbad, Zurich, Berlin, Paris, Londres, Moscou, Saint-Pétersbourg, New York et Los Angeles.

## Commentaires

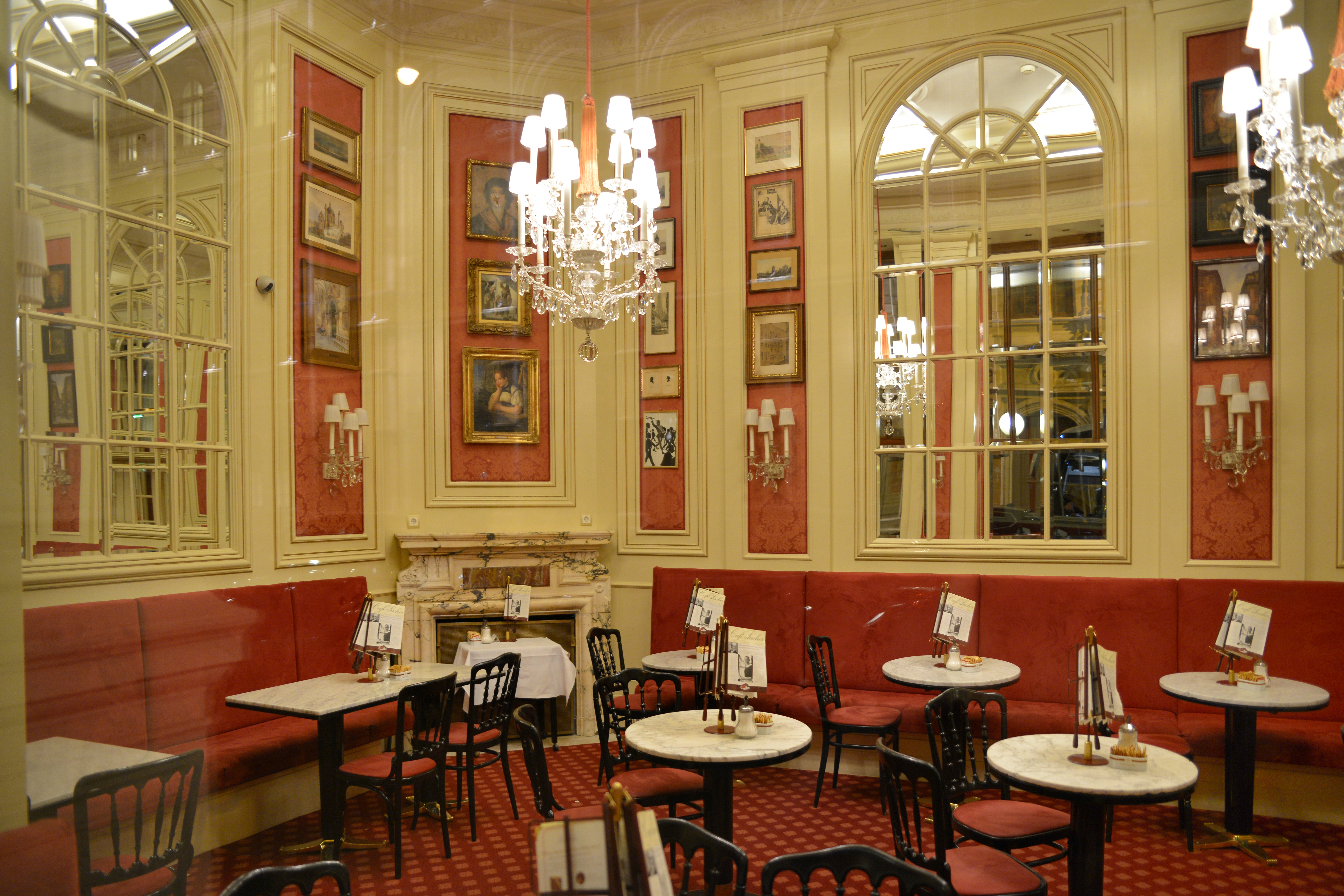
Intérieur du café.

- L'hôtel Sacher figure, comme le Ritz de Paris, le Negresco de Nice ou l'hôtel Astoria de Bruxelles, parmi les établissements les plus célèbres de l'hôtellerie de luxe.
- L'hôtel s'est étendu en 2005.
- Il a servi de lieu de tournage au film Le Troisième Homme (1948) avec Orson Welles[1].
- L'hôtel est cité à plusieurs reprises dans le roman Même le mal se fait bien (2008) de Michel Folco. C'est dans ce lieu que Carolus, et plus tard son fils Marcello, séjournent lors leur de leurs séjours à Vienne.